# رایسس، ایالت مکزیک
رایسس، ایالت مکزیک (انگلیسی: Raíces, Mexico State) یک دهکده مکزیکی در دامنه‌های کوه آتشفشان نوادو دی تولکا در زیناکانتاپک، ایالت مخیکو  قرار دارد و جمعیت این روستا حدود ۵۰۰ نفر است. رایسس با  کلرادو و (جمعیت ۲۷۰) در ارتفاع تقریبی ۱۰٬۵۷۸ متر (۳٬۲۲۴ متر) قرار دارد، رایسس با شهرداری ثبت‌شده در ایالات‌متحده مقایسه می‌شود.